# 现代级导弹驱逐舰

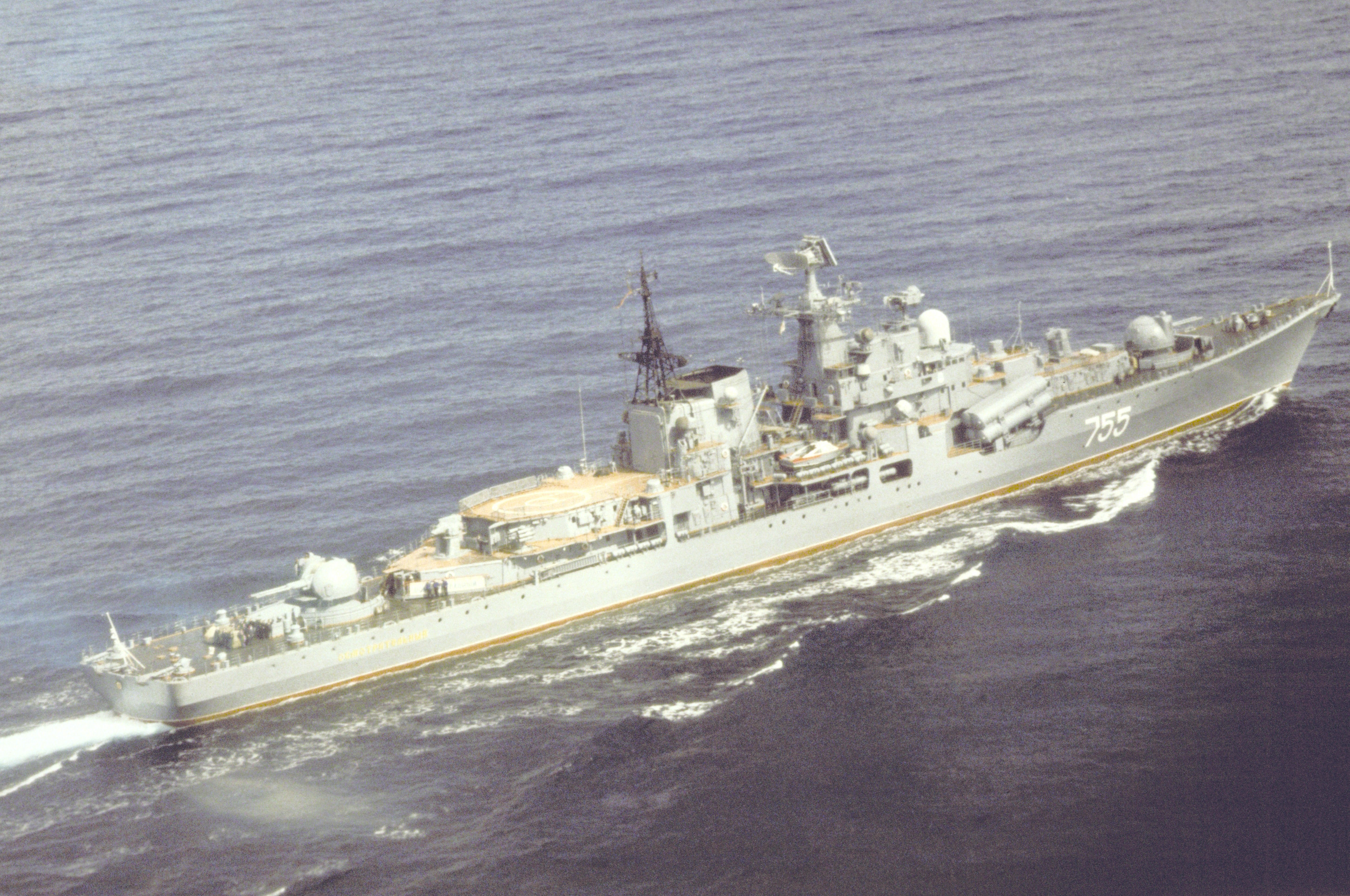
现代级驱逐舰慎密号

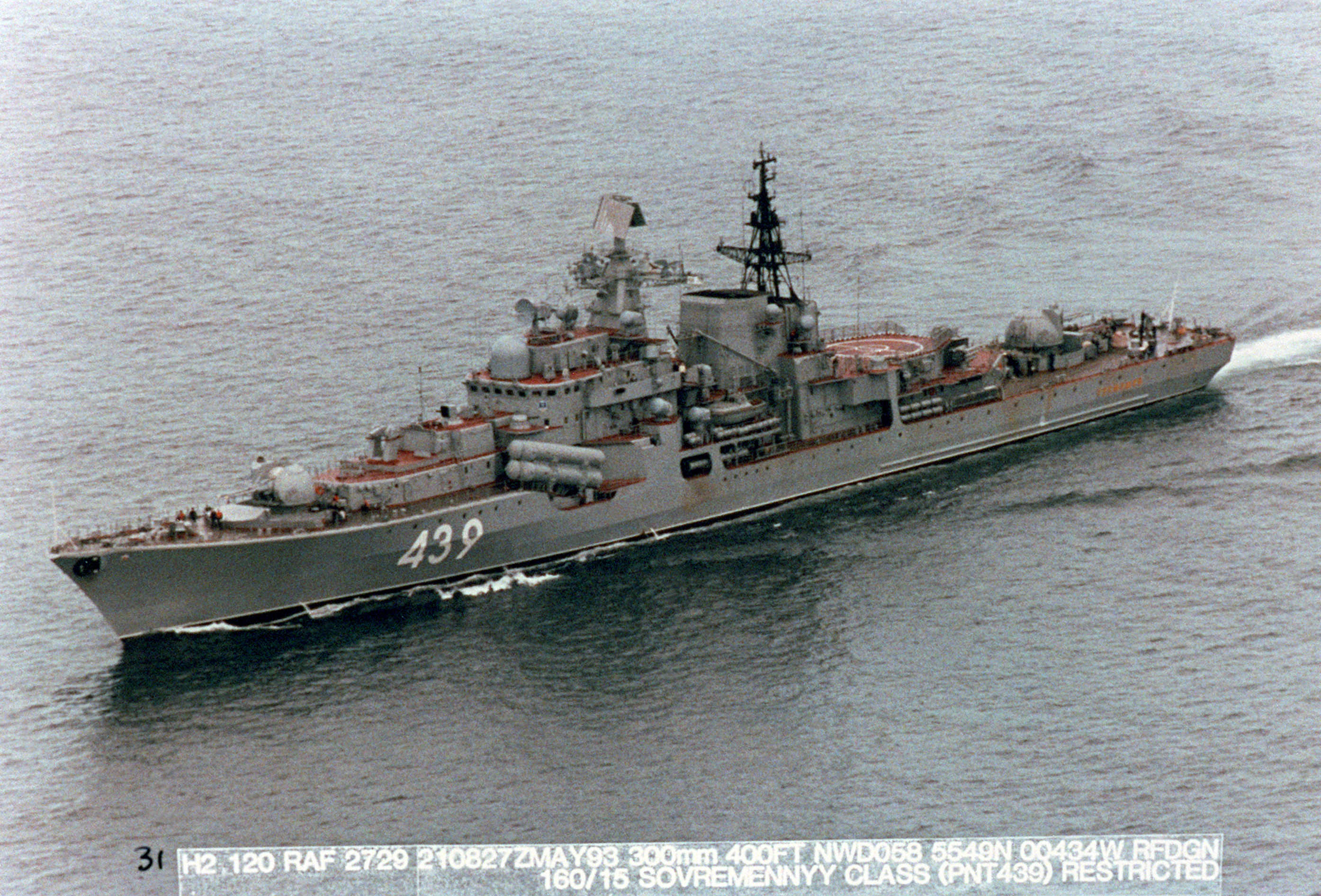
现代级驱逐舰指导号

现代级驱逐舰（俄语：Эскадренные миноносцы типа Современный，北约代号Sovremenny）是前蘇聯研发建造的驅逐艦。名稱意義是一種猛禽「鵟」（Канюк обыкновенный）。研發計劃名為956号计划（Проект 956 "Сарыч"）。
現代級也售予中国人民解放軍海軍，肇因于1989年后中国遭到制裁，随后台海危机等事件，促成与俄罗斯海军大船军购的需求，故中国人民解放军海军是唯一使用该级舰的外国海军。2000年左右陆续交付，1號艦名為「杭州」，同時定本級為杭州級，目前共有“杭州”、“福州”（956E型），以及改進型“泰州”、“寧波”（956EM型）四艘。

## 概要

### 建造
1971年苏联政府下令建造一种“可以支援两栖作战的大型舰只”，956型被认为是对应當时美国在建的斯普鲁恩斯级驱逐舰。現代級前身是1960年代建造的「1134A號計劃型」大型反潛艦，船體基本構造亦相同，装备两座M-22“飓风”（北约命名SA-N-7）舰空导弹發射器；另有两座AK-130双联裝砲塔，各置於艦體前部和後部。為了騰出舰艉空間安装舰炮，直升機庫和飛行甲板被移到艦体中部烟囱后方。艦橋兩旁各設一座P-270“白蛉”（3M80E北约命名SS-N-22“日炙”）四联装反艦飛彈發射筒。現代級原定用於艦隊防空，但由於在「61號計畫型」大型反潛艦上裝備反艦飛彈後獲得不錯的評價，故在本艦上亦以中程反艦飛彈作為標準裝備之一，使它可以同時充當制海戰艦。
蘇聯海軍原本最終計劃建造28艘現代級，在1980年-1994年間已先後有17艘服役，但因為在蘇聯解體後面對財政困難而中斷18號艦以後的建造。1996年，2艘中斷建造的現代級由中華人民共和国買下續建，並在1999年-2000年間完工服役；中国於2001年又追加訂造2艘，並要求大幅改良附加裝備。當初原定21號艦以後（956U号計劃型）將撤去艦後部130mm連裝砲，並換成新型反艦飛彈垂直發射系統改良型，但是該計畫因為蘇聯財政困難取消訂單而未能實現。
現代級的防空和反艦武器較強但反潛能力有限，計劃搭配同期建造的1155型大型反潛艦无畏级驅逐艦使用。另外，艦上M-22系统使用的9M38防空飛彈最大射程為30公里（改进型也只有47公里），僅能用于中近程艦隊防空，須搭配射程较長的“堡垒”舰空导弹系统（北约命名SA-N-6）搭載艦（如基洛夫級巡洋艦或光榮級巡洋艦），以互補不同的射程範圍。儘管如此，本級艦仍可作為多功能「萬能艦」單獨巡航。

### 蒸氣轮机
前蘇聯曾率先造出世上第一款燃氣渦輪引擎軍艦（即61型大型反潛艦），領先西方各國；到1980年代，西方各國都以燃氣渦輪引擎為主流，並淘汰以蒸氣轮机为动力的驅逐艦。但現代級卻採用蒸汽渦輪引擎，令西方海軍觀察家大為驚訝，本艦也被稱為走「時代逆流」的驅逐艦。
各方當時不斷猜測現代級使用蒸汽轮机的原因，實際上該廠同時負責建造大量裝配燃氣渦輪引擎的无畏级1155型大型反潛艦，两种动力技术兼备。因為燃气轮机需使用价格较高的清洁柴油或煤油，而苏联的石油工业体系同时产出大量廉价的船用重油，負責建造的北方造船厂（Северная верфь）潜心鑽研蒸氣動力技術并将其发挥至极致，如同Tu-95等诸多以低技术整合出高性能的苏联式解决方式，並陆續建造了卡拉級巡洋艦等装备蒸氣轮机的艦艇，以此平衡分散整个舰队对油品的需求。
蘇聯解體後極度財政困難和人手不足的問題，也使走「時代逆流」的蒸氣驅逐艦「逆風」而起。燃氣渦輪体积小功率大加速迅速，而燃烧室和叶片温度可达上千度，需要大量經費和人手維持整備，當時陷入長期減員的俄羅斯海軍，要維持與現代級的後繼型無畏級已經捉襟見肘。相比之下，蒸氣轮机重量仍只占整舰排水量的一小部分，且更为耐用，僅需少量人手就能維護，故能維持俄海軍戰力並減輕財政負擔，避免進一步縮減艦隊規模。
西方觀察家因多艘現代級後來退役或無限期大修，報道現代級蒸氣鍋爐有著大量缺點，並評論艦隻在使用上「設計有缺陷」和「可靠性低」，而評論它是失敗作品，同時認為當局計劃一口氣建造28艘亦缺乏周詳考慮。然而現代級在大西洋和地中海遠征任務的表現，證明了所謂的「失敗」是源於設計時遇上國家財政崩潰，加上工廠工人欠薪怠工導致製造精度下降，使早期生產的艦隻在大修保養時因欠缺經費維護而被閒置，本級艦活動不活躍和維護的問題有關，並列為提前「退役」，與艦體及鍋爐設計無關。事實上，現代級曾多次中選蘇聯海軍最優秀艦艇，很多在蘇聯解体前後建造的新船仍在使用，中国人民解放軍亦两度表示想購買現役中的現代級，問题在于腿短、起动前要烧水两天，加速慢，及燃料消耗过高。

### 發展
蘇聯解體後，俄羅斯海軍仍繼續建造現代級，並在1993年春發表的「艦艇整備十年計劃」中，宣布最終將建造28艘同級艦，共組成4個編隊、每隊7艘驅逐艦的大計劃。然而數年後由於財政困難而下調建造數目至19艘，並緊急中止建造已經開工的20號艦。俄羅斯海軍现役中以1994年竣工17號艦为最新，18和19號艦都賣給中国。由於同樣原因，部分已竣工的軍艦在1990年代後半陷入不能作戰的狀態，2008年仍在俄羅斯海軍服役的有9艘，但預計維修良好能即時作戰出發的不足半數。
蘇聯解體後，俄海軍全面停止長期和大型水上艦的新艦建造至今。不过因应空缺需求，出现了有以小博大的作品，本級代替者是选择4,500噸級的舰，如2005年，22350型护卫艦計劃發表时，著重於防空和反艦。22350級另有增加反潛能力而犧牲防空反艦的艦型，打算用一艦型取代多種艦。1號艦2006年2月2日開工2009年預備服役，建造費約3億1,000萬美金一艘。俄羅斯海軍預計同型建造20艘。

## 同型艦

### 956號計劃型[2]
1至14號艦都是原型設計。但是1至3號艦和4至5號艦雷達略有不同。
()
No.861 現代號。隸屬北方艦隊。1989年蘇聯解體後終止維護，1998年9月30日退役，2003年6月解體。
()
No.862 絕望號。隸屬北方艦隊。1998年9月30日退役，2003年6月解體。
()
No.863 卓越號。隸屬北方艦隊。1998年9月30日退役。
()
No.864 慎密號。隸屬太平洋艦隊。1998年9月30日退役。
()
No.865 無瑕號。隸屬北方艦隊。1993年大修中遇到財政困難工事延宕，2001年7月20日退役，2002年放棄修理除籍。
()
No.866 果敢號。隸屬太平洋艦隊。1998年於17基地封存退為戰時預備艦。
()
No.867 堅定號。隸屬太平洋艦隊。1999年除籍於17基地封存退為预備役，同年4月8日浸水沈沒。零件打撈後賣給中華人民共和國。
()
No.868 鼓舞號。隸屬北方艦隊。1998年9月30日退役。
()
No.869 激烈号。隸屬太平洋艦隊。2006年7月進入大修，現代化升級改裝中預計在2020年前重返俄羅斯海軍繼續服役。
()
No.870 指導號，改名為轟雷號（Гремящий），隸屬北方艦隊。2006年12月18日退役，2007年12月9日除籍，2019年拆解。
()
No.871 迅捷號。隸屬太平洋艦隊。1993年到2002年近十年都在大修中沒有預算。
()
No.872 敏捷號。隸屬北方艦隊。2002年開始大修，后来2006年12月18日退役。
()
No.873 無畏號。隸屬太平洋艦隊。1999年大修，2002年移到17基地，2005年移動到別處。
()
No.874 無敵號。隸屬北方艦隊。1998年大修，2007年12月9日改名為巨響，現代化升級改裝中預計在2020年前重返俄羅斯海軍繼續服役。
()
No.875 難忘號。隸屬波羅的海艦隊。現代化升級改裝中預計在2020年前重返俄羅斯海軍繼續服役。
()
No.876 莫斯科共青團員號。隸屬波羅的海艦隊。
()
No.877 烏沙科夫海軍上將號。隸屬北方艦隊。
()
No.880 狂暴號。拆除於1995年。
()
No.881 深思號。拆除於1995年。
()
No.2211 難忘號。唯一在黑海建造的現代級艦，1987年建造中止。

### 956A號計劃型
15至20號艦對空飛彈都有改良。反艦飛彈「蚊子」改成射程延長型「蚊子M」（中国海軍買到的首兩艘艦對空飛彈沒有換裝）。
()
难忘號。隸屬波罗的海艦隊。2004年加里寧格勒市造船廠大修，現代化升級改裝中預計在2020年前重返俄羅斯海軍繼續服役。
()
莫斯科共青團员號，後來改名坚持号。波罗的海艦隊旗艦。
()
無懼號，2004年6月改名烏沙科夫上將号（Адмирал Ушаков）。隸屬北方艦隊。
()
俄罗斯三百年号，改名尊貴號（Важный），再改名叶卡捷琳堡号。建造完成率65%時出售中華人民共和国，改稱為956Э（956E）型，即956Э型的1号舰。1997年8月中国与俄罗斯签署军购合同购买两艘956型驱逐舰及配套设备。2000年2月11日正式编入中國人民解放軍海軍东海舰队服役，命名杭州（舷号136）。
()
深思號，改名亚历山大·涅夫斯基號（Александр Невский）。建造完成率35%時出售中華人民共和国，即956Э型的2号舰。2001年1月到達中国，1月16日正式编入中國人民解放軍海軍东海舰队服役，命名福州（舷号137）。
20號艦
工場編號第880號艦。1992年第190造船工場開工，工事完成率20%，因為技術問題作業中止。

### 956U号計劃型
蘇聯海軍曾計劃自21號艦以後拆除舰艉的130mm連裝砲，換裝新型的P-800飛彈垂直發射系統以改良反艦戰力，結果因為20號艦之後的訂單被取消，導致該計劃未能在蘇聯或俄羅斯海軍實現。

### 出口型

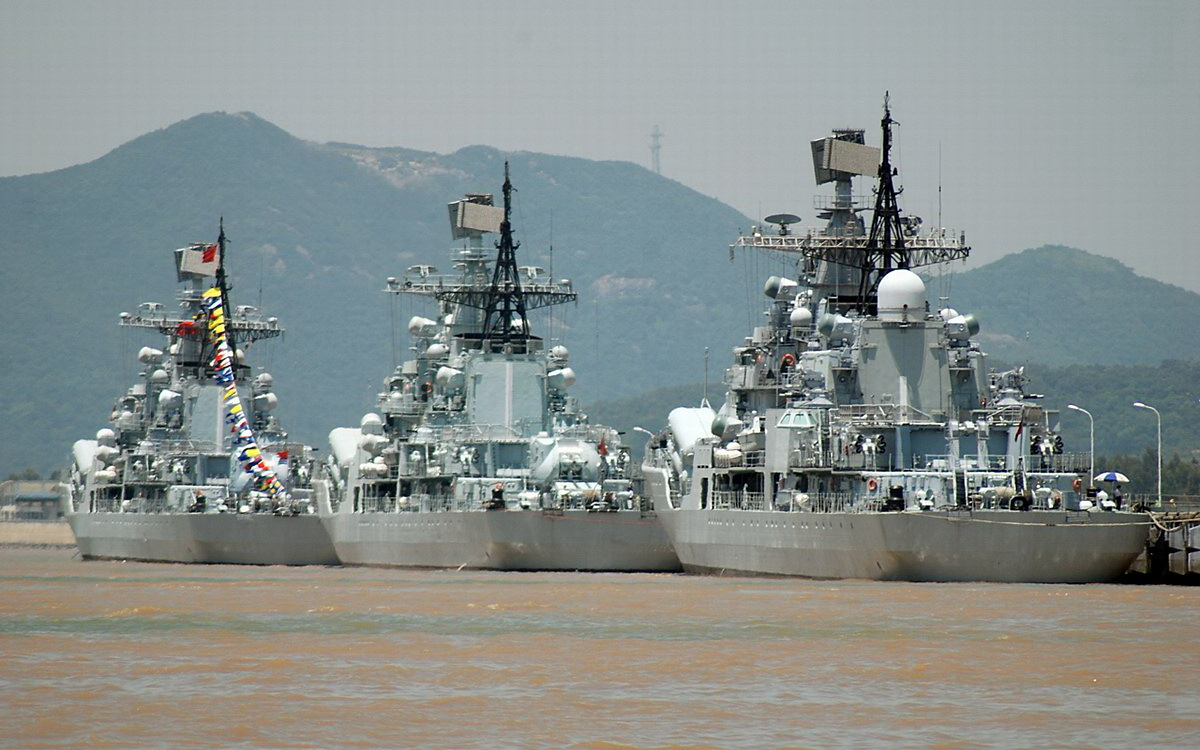
中国海军装备的现代级

#### 956E型
苏联解体后，俄罗斯国内有人提出了将尚未完工956型驱逐舰出售给外国。1997年8月，俄罗斯媒体率先報道中俄签署了价值8亿美元的军舰采购合同，並指中方决定购进两艘“现代”级舰及相关武器系统（包括舰载直升机），工程编号为“956Э”（956E，其中字母“E”代表“出口”）。战舰采购合同签署后，俄国家武器装备出口总局打算續建並直接出售圣彼得堡北方造船厂（原日丹诺夫造船厂）在建的“叶卡捷琳堡”号(工厂编号878舰，完成率65％)和“亚历山大·涅夫斯基”号(工厂编号879舰，完成率35％)驱逐舰，以节省两年以上的时间。當时，俄海军因財政困難拖欠北方造船厂高额货款，已无能力接收这两艘新建戰舰。经过俄政府内部折冲，1997年11月21日，北方造船厂与俄国家武器装备出口总局签订合同，将上述两舰转售中国。这个合同在当时是中俄军事技术合作领域的一个最大项目。956E与苏联海军装备的956基本型的不同之处在于，使用新式主锅炉，并换装了新的自动化无线电通信系统。
首艘叶卡捷琳堡号1994年5月已经下水并已安装了部分装备，1999年7月19日，整备齊全的“叶卡捷琳堡”号离开圣彼得堡，进入波罗的海试航。1999年12月25日中俄两国在圣彼得堡北方造船厂举行交舰仪式，该舰降下俄海军旗，更名为“杭州”号，并于次年1月启程前往中国，加入东海舰队。第二艘“亚历山大·涅夫斯基”号则于1999年4月举行了下水仪式，2000年7月开始航行试验，2000年11月25日中俄两国在圣彼得堡北方造船厂举行交舰仪式，更名为“福州”号，2000年12月出航，12月12日回国途中顺道访问英国普茨茅斯，翌年2001年1月到达后同样加入东海舰队。

#### 956EM型

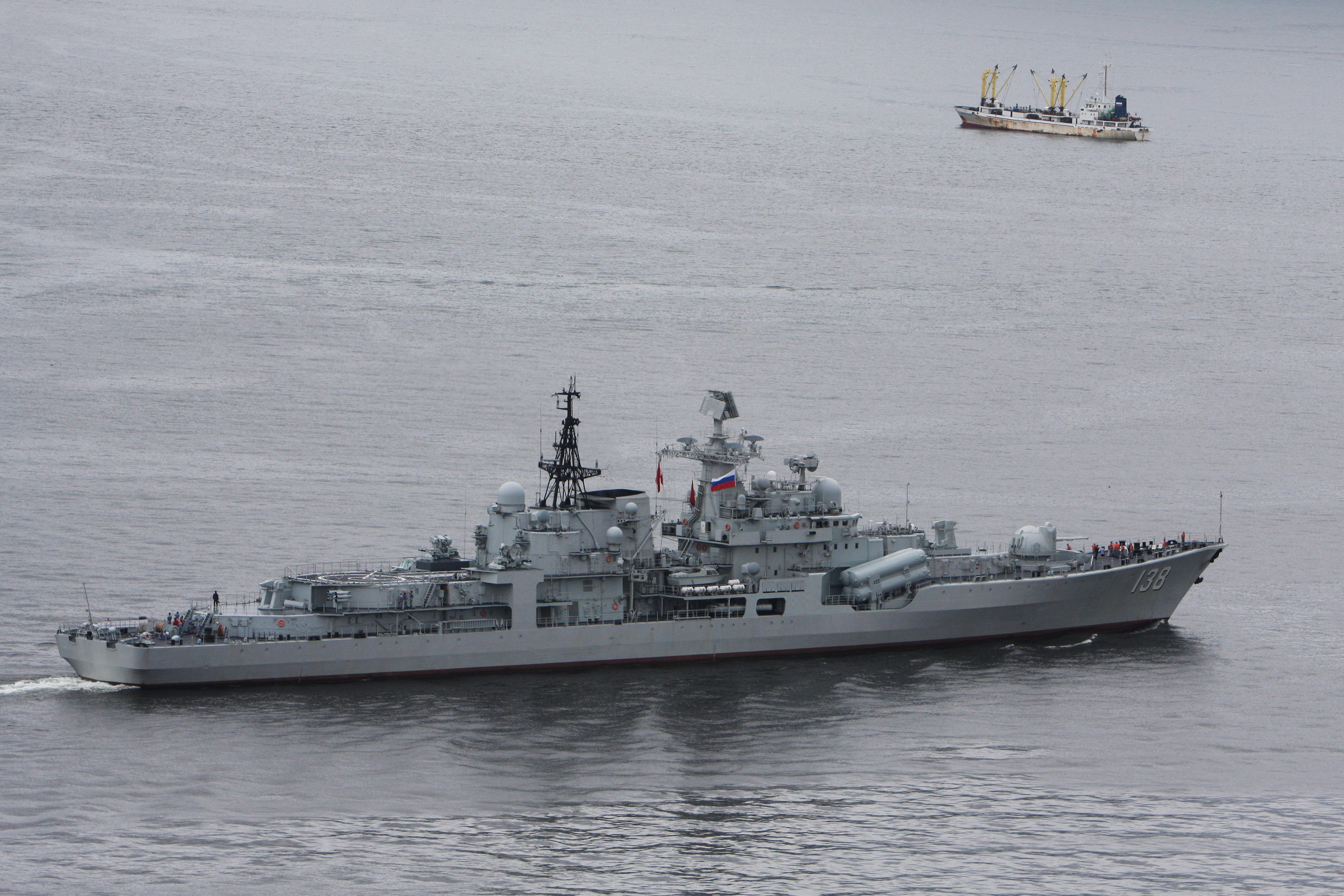
泰州舰（舷号138）

2001年中華人民共和国追加2艘現代級驱逐舰的訂單。2002年1月3日，俄国营武器出口公司与中方代表签署了出售第二批，共两艘改进型的合同，总价值高达14亿美元，工程代号“956ЭМ”（956EM）。该型北约代号Sovremennyy II。
956ЭМ由北方设计局于2001年开始设计，2002年6月27日和11月15日，两艘改进型驱逐舰相继开工，由北方造船厂承建。按照传统，北方造船厂给两者临时起名為“猛烈”号（工厂编号891）和“永久”号（工厂编号892）。全俄1800多家军工企业参与了这两艘新舰的建造，其中波罗的海造船厂负责提供动力系统。“956ЭМ工程”最大的改动是安装射程達240公里改进型3M80MBE超音速反舰导弹，射程比前两艘增加了一倍；同时，该舰沿用“无风”防空系统携带的改进型舰空导弹也具有45公里的拦截距离。另外的升級包括取消艦艉130mm双联装炮塔，拉长艦体中部平台，增设固定直升机库代替原先的伸缩式机库并延长直升机甲板，以及将四座AK-630改成兩套CADS-N-1“卡什坦”弹炮一体近防系统等。
2005年12月28日，俄国营武器出口公司、北方造船厂代表及百余名中国海军官兵，在北方造船厂的2号码头举行简短而隆重的交船仪式。首艦更名为“泰州”号后沿波罗的海－大西洋－印度洋－南中国海航线回国。2006年9月28日，最后一艘“宁波”号也顺利交付中方。至此，4艘“现代”级驱逐舰全部到位，在解放军海军东海舰队服役。
泰州（Taizhou）
原名難忘號（Внушительный）。是956ЭМ型的1号舰。2003年11月15日開工，2004年7月23日下水（临时舷号693）。2005年12月28日中俄两国在圣彼得堡北方造船厂举行交舰仪式，2006年2月15日在舟山正式编入人民解放軍海軍东海舰队服役，命名为泰州（舷号138）。
寧波（Ningbo）
原名永恆號（Вечный）。是956ЭМ型的2号舰。2004年7月23日下水，2005年4月27日，建造时曾經發生火災，第二甲板600平方米失火。2006年7月海上測試開始。2006年9月28日，中俄两国在圣彼得堡北方造船厂举行交舰仪式，2006年11月18日在舟山正式编入人民解放軍海軍东海舰队服役，命名为宁波（舷号139）。

#### 现代化改装

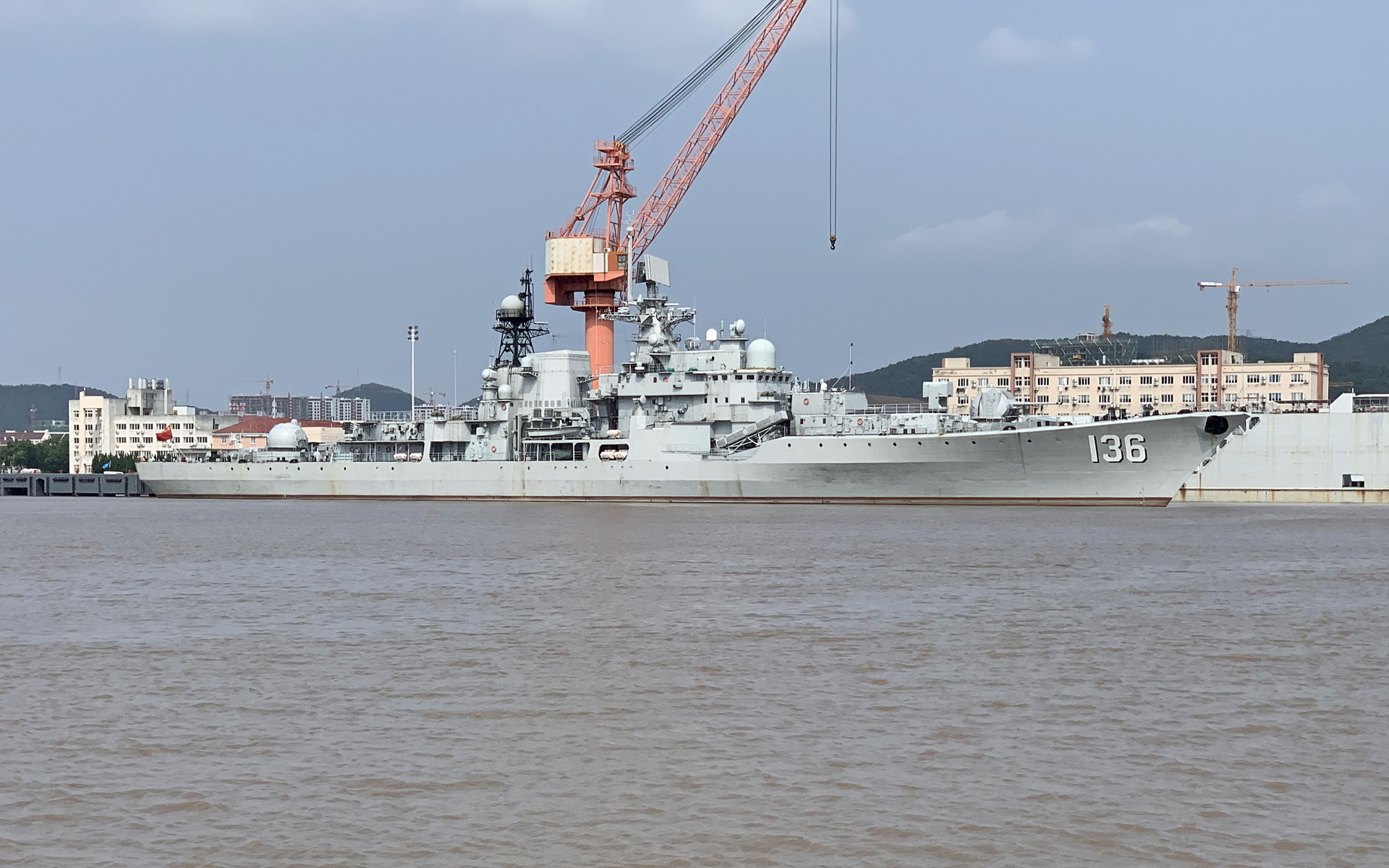
杭州舰（舷号 136）

2014年，杭州舰入坞开始改装升级；截止2019年5月，杭州舰已完成升级改造，开始进行试航。其他三艘同型舰均停泊于船厂内，等候改装。改装后的杭州舰拆除了前后的2座SA-N-7中程防空导弹发射架，安装2座16单元红旗16垂發系统和1座24联装红旗10近程防空导弹，原来舰桥两侧的2×4联装日炙反舰导弹也换为2×4联装鹰击-12，原本两侧的4门AK630型近防炮和前后两座双管AK130舰炮被保留。电子设备方面，由于杭州舰上二十世纪八十年代的原俄制船电设备性能太过于落后，以致在中国海军服役时需用054A型护卫舰来指挥现代级；因此改装时杭州舰全面更换了船电系统，以换装新式中国产设备来提升性能。例如舰上原俄制MP-710/750“军舰鸟”搜索雷达（北约代号：MR-710/750顶板）被中国产H/LJQ-382型雷达取代，原俄制MP-123“三角旗”火控雷达（北约代号：MR-123低音帐篷）被中国产H/LJP-349A型雷达取代，换装了中国产数据链/通信系统、电子战系统，并加装了拖曳式光纤声呐阵列以提高了反潜力
。
该型北约代号Sovremennyy I，2019年升级改造后的杭州号的北约代号Sovremennyy III，其综合战力达到了经现代化改装052B型导弹驱逐舰的水准
。

## 登場作品
- 空戰奇兵5：尤克托巴尼亚聯邦軍海軍艦艇。
- 空戰奇兵7：愛爾吉亞王國海軍艦艇
- 鋼鐵的咆哮：當成敵艦登場。
- 戰鬥國家(Global Forces)：早期PS主機上的戰略遊戲，猜測規屬於軍事權政等共產國家的海上攻擊單位。
- 安卓/iOS遊戲Fleet Combat 2，玩家可使用的艦艇，以Nastoychivyy (Настойчивый)之名登場。
- 火線交鋒：赤色巨龍：作為蘇聯 紅軍等聯盟使用的艦種 為紅方最好的水面艦。
- 現代戰艦：一艘為遊戲內的三階驅逐艦，為烏沙科夫海軍上將號，不過由於階等原因現實內的AK-630近迫武器系統改為CADS-N-1彈砲武器系統。另一艘為遊戲內的四階驅逐艦，為改装升级后的杭州號，

## 脚注
1. ↑  主要是防空飛彈系統技術有淵源，但在船體設計上和現代級完全沒有關係